# Дешан, Эмиль
Эмиль Дешан (фр. Émile Deschamps de Saint Amand; 1791—1871) — французский поэт, драматург, журналист, переводчик и литературный критик.

## Биография
Эмиль Дешан родился 20 февраля 1791 года в городе Бурже.
Своей одой «La Paix conquise» (1812) он обратил на себя внимание Наполеона Бонапарта; но свою литературную славу он получил благодаря написанным совместно с Анри де Латушем и с большим успехом поставленным в 1818 году в «Одеоне» комедиям: «Selmours» и «Tour de faveur».
Примкнув к романтизму, Эмиль Дешан скоро стал одним из его передовых деятелей. В 1823 году он вместе с Виктором Гюго основал «La Muse Française».
В 1828 году появились его «Études françaises et étrangères», представляющие две серии стихотворений: оригинальных и частью переводных, частью подражаний иностранным образцам, в основном испанским и немецким.
Заслуживает внимания предисловие к «Études». Согласно «ЭСБЕ», превосходны также его переводы Шекспира «Ромео и Джульетта» (1829) и «Макбет», с предисловием и комментариями.
Из сочинений Дешана в прозе наиболее известны «Contes physiologiques» (1854) и «Réalités fantastiques» (1854) — сборник новелл и фантазий.
Эмиль Дешан умер 23 апреля 1871 года в Версале.
Его брат Антуан-Франсуа-Мари Дешан, известный как Антони Дешан (1800—1869), тоже посвятил свою жизнь поэзии и, хотя также принадлежал к романтической школе и ревностно защищал её принципы, но совсем освободиться от влияния классицизма не смог.